# Championnats de France de cyclisme sur piste 2010
Les championnats de France de cyclisme sur piste 2010 se sont déroulés du 5 au 11 juillet sur le vélodrome de Toulon-Provence-Méditerranée à Hyères (Var).  
Le double champion du monde de vitesse, Grégory Baugé a déclaré forfait pour ces championnats après s'être blessé à l'entraînement. Le coureur de l'équipe BBox Bouygues Telecom Damien Gaudin a notamment remporté trois titres au cours de ces championnats.
Dans certaines épreuves les coureurs espoirs courent avec les élites, c'est le meilleur espoir à la fin qui est déclaré champion de France espoirs même s'il est battu par des élites.

## Résultats

### Hommes
| Compétitions          | Or                                                                                        | Or             | Argent                                                                         | Argent         | Bronze | Bronze         |
| --------------------- | ----------------------------------------------------------------------------------------- | -------------- | ------------------------------------------------------------------------------ | -------------- | --- | -------------- |
| Épreuves élites       |                                                                                           |                |                                                                                |                | |                |
| Kilomètre             | Quentin Lafargue                                                                          | 1 min 03 s 125 | Thomas Bonafos                                                                 | 1 min 05 s 176 | Florian Vernay                                                                                                 | 1 min 06 s 173 |
| Keirin                | Kévin Sireau                                                                              |                | Adrien Doucet                                                                  |                | Quentin Lafargue                                                                                               |                |
| Vitesse               | Kévin Sireau                                                                              |                | Mickaël Bourgain                                                               |                | Adrien Doucet                                                                                                  |                |
| Vitesse par équipes   | Région Centre Sébastien Marques Julien Palma Victor Palma                                 | 47 s 428       | Île-de-France Erwann Aubernon Benjamin Edelin Dany Maffeïs                     | 48 s 366       | Région Bretagne Kévin Guillot Kévin Le Sellin Vincent Picaud                                                   | 49 s 898       |
| Poursuite             | Damien Gaudin                                                                             |                | Julien Morice                                                                  |                | Julien Duval                                                                                                   |                |
| Poursuite par équipes | Pays de la Loire Benoît Daeninck Damien Gaudin Julien Morice Bryan Nauleau Jérémie Souton | 4 min 15 s 17  | Normandie Julien Duval Nicolas Giulia Kévin Lalouette Alexandre Lemair         | 4 min 20 s 008 | Provence-Alpes-Côte d'Azur Jean-Edouard Antz Jonathan Balbuena Jonathan Brunel Jonathan Mouchel Fabien Sanchez | 4 min 17 s 261 |
| Américaine            | Damien Gaudin Benoît Daeninck                                                             |                | Alexandre Lemair Florent Gougeard                                              |                | Julien Duval Nicolas Giulia                                                                                    |                |
| Course aux points     | Morgan Kneisky                                                                            | 84             | Kévin Lalouette                                                                | 54             | Benoît Daeninck                                                                                                | 48             |
| Scratch               | Laurent Pichon                                                                            | 18 min 07 s    | Morgan Lamoisson                                                               | m.t.           | Julien Duval                                                                                                   | m.t.           |
| Épreuves espoirs      |                                                                                           |                |                                                                                |                | |                |
| Kilomètre             | Thomas Bonafos                                                                            | 1 min 05 s 176 | Florian Vernay                                                                 | 1 min 06 s 173 | Ugo Zannetti                                                                                                   | 1 min 07 s 076 |
| Poursuite             | Nicolas Guilia                                                                            | 4 min 40 s 901 | Kévin Labèque                                                                  | 4 min 41 s 858 | Emmanuel Kéo                                                                                                   | 4 min 43 s 460 |
| Course aux points     | Morgan Lamoisson                                                                          | 72             | Maxime Daniel                                                                  | 71             | Rémi Badoc | 58             |
| Épreuves juniors      |                                                                                           |                |                                                                                |                | |                |
| Kilomètre             | Julien Palma                                                                              | 1 min 05 s 314 | Benjamin Edelin                                                                | 1 min 07 s 073 | Rony Coyere | 1 min 07 s 412 |
| Keirin                | Anthony Jacques                                                                           |                | Valentin Depoorter                                                             |                | Julien Palma                                                                                                   |                |
| Vitesse               | Julien Palma                                                                              |                | Benjamin Edelin                                                                |                | Kévin Guillot                                                                                                  |                |
| Poursuite             | Bryan Coquard                                                                             | 3 min 29 s 651 | Pierre-Henri Lecuisinier                                                       | 3 min 31 s 867 | Kévin Lesellier                                                                                                | 3 min 31 s 209 |
| Poursuite par équipes | Bretagne Geoffrey Millour Nicolas Janvier Olivier Le Gac Romain Le Roux                   | 4 min 22 s 593 | Normandie Alexis Gougeard Thomas Cacheleux Laurent Demeilliers Kévin Lesellier | 4 min 25 s 486 | Aquitaine Yoän Vérardo Remy Galy Charly Saumon Stéphane Lemoine                                                | 4 min 28 s 768 |
| Course aux points     | Alexis Gougeard                                                                           | 64             | Jauffrey Betouigt-Suire                                                        | 31             | Sébastien Court                                                                                                | 27             |
| Américaine            | Nicolas Janvier Geoffrey Millour                                                          | 19             | Jauffrey Betouigt-Suire Bryan Coquard                                          | 16             | Stéphane Lemoine Yoän Vérardo                                                                                  | 10             |

### Femmes
| Compétitions      | Or              | Or             | Argent          | Argent         | Bronze          | Bronze         |
| ----------------- | --------------- | -------------- | --------------- | -------------- | --------------- | -------------- |
| Épreuves élites   |                 |                |                 |                |                 |                |
| 500 m             | Sandie Clair    | 34 s 219       | Clara Sanchez   | 35 s 222       | Virginie Cueff  | 35 s 820       |
| Vitesse           | Clara Sanchez   |                | Sandie Clair    |                | Virginie Cueff  |                |
| Poursuite         | Pascale Jeuland | 3 min 48 s 945 | Aude Biannic    | 3 min 51 s 665 | Fiona Dutriaux  | 3 min 51 s 278 |
| Course aux points | Fiona Dutriaux  | 44             | Aude Biannic    | 29             | Roxane Fournier | 29             |
| Scratch           | Clara Sanchez   | 9 min 54 s     | Fiona Dutriaux  | m.t.           | Virginie Cueff  | m.t.           |
| Épreuves juniors  |                 |                |                 |                |                 |                |
| 500 m             | Linda Michelini | 37 s 576       | Kristy Cyprien  | 38 s 053       | Eugénie Duval   | 38 s 316       |
| Vitesse           | Linda Michelini |                | Laudine Genée   |                | Valentine Morin |                |
| Poursuite         | Eugénie Duval   | 2 min 38 s 384 | Coralie Demay   | 2 min 42 s 819 | Valentine Morin | 2 min 41 s 920 |
| Course aux points | Alexia Muffat   | 20             | Valentine Morin | 17             | Lucie Pader     | 15             |